# Shenti

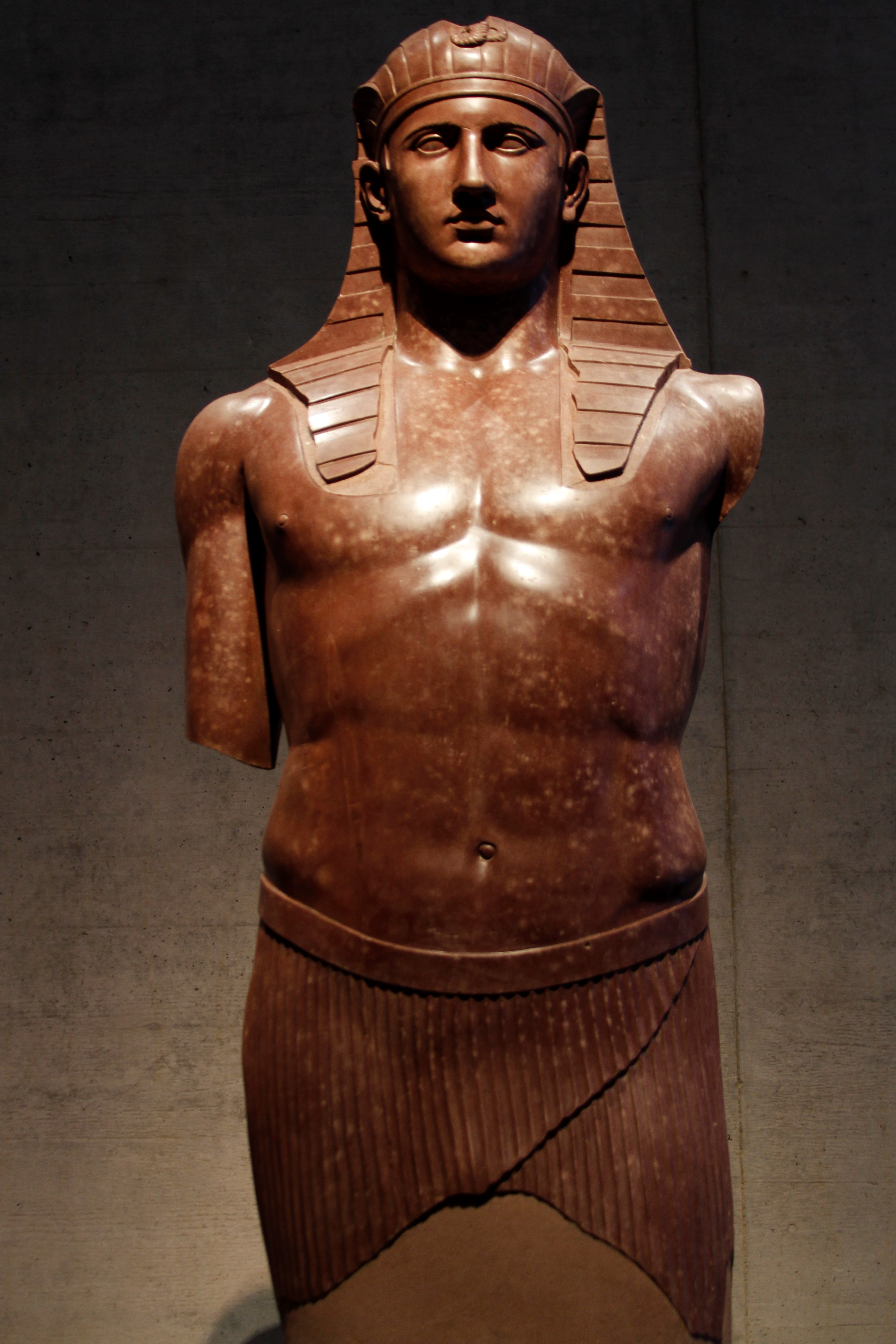
Romano vistiendo Shenti en Egipto - Ägyptisches Museum - Múnich - Alemania

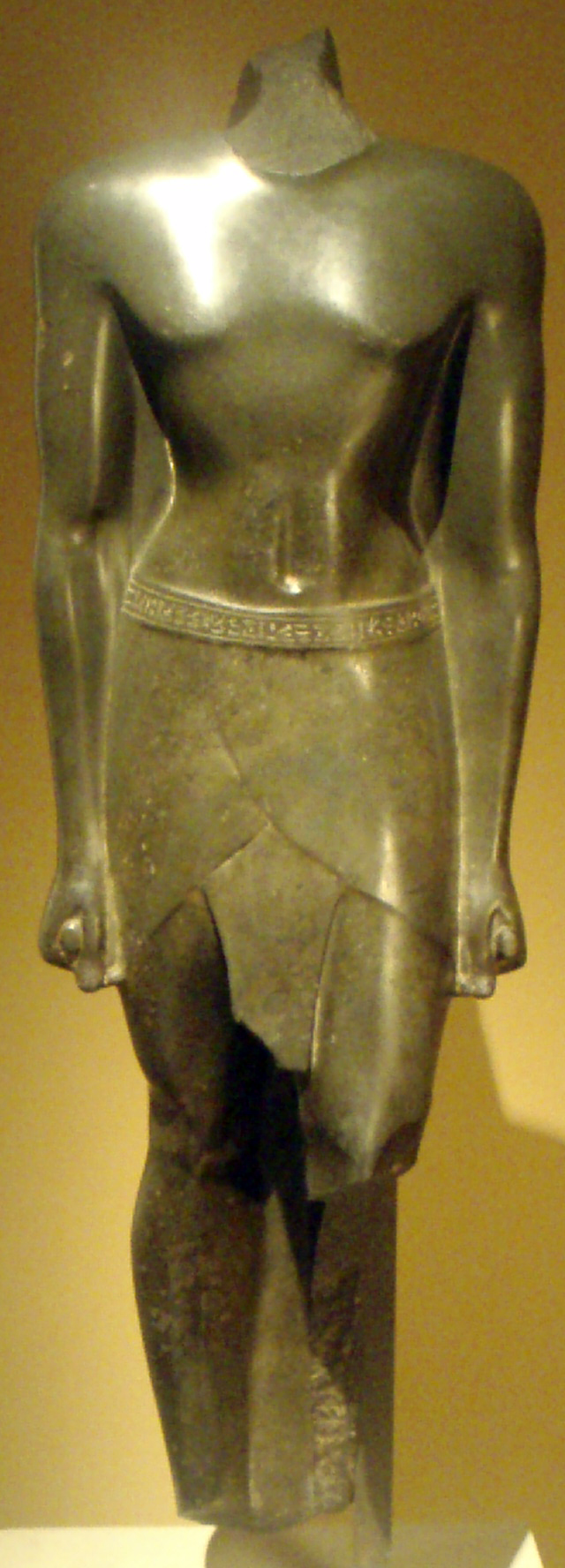
General Tjahapimu de la Dinastía XXX de Egipto, llevando una shenti.

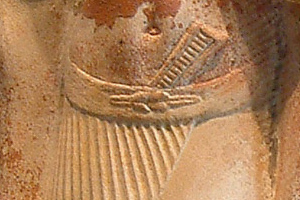
Detalle de anudado de la shenti del inspector de escribas Raherka (c. 2350 a. C.). Museo del Louvre.

La shenti o schenti era una prenda de vestir masculina en forma de falda corta que fue utilizada por los antiguos egipcios, al menos, desde el Imperio Antiguo.  
Esta faldilla estaba compuesta por una pieza larga de tela rectangular confeccionada en tela de lino en color blanco o crudo, que envolvía la cintura del hombre y se sujetaba con un cinturón o faja, usualmente, también de tela. Existían algunas variaciones, pero, en general, la tela se enrollaba varias veces alrededor del vientre, pasaba por entre las piernas y se anudaba por delante, a la altura de la cadera para ajustarse, en su caso, con un ceñidor.
Mientras que durante los Imperios Antiguo y Medio se llevaba por encima de las rodillas, durante el Imperio Nuevo (1550 a. C.-1069 a. C.) la shenti se alargó y se volvió más sofisticada, con plisados y para los personajes de alto rango, aparece una doble shenti con una especie de delantal triangular, con plisados, que podía estar decorado con elementos simbólicos, como cobras y utilizar color. Como se aprecia en el arte de esta época, en algunos casos, los hombres acomodados llevan faldas o túnicas transparentes más largas, sobre el shenti tupido.
Se han encontrado infinidad de representaciones de shentis en esculturas, pinturas o jeroglíficos egipcios desde el comienzo del arte egipcio dinástico, siendo la primera conocida en la famosa paleta de Narmer, portándola el propio rey. Pero no solo en reyes, sino también en dioses, nobles o plebeyos. En el caso del shenti real, solía llevar cinturones donde figuraba su nombre o sus insignias reales y llevaba un distintivo que le distinguía de los demás, una cola de león, atada en su parte posterior, símbolo de su fuerza, como recuerdo de una antigua costumbre de cazador prehistórico.
Las shentis probablemente fuesen una evolución de las primeras faldillas confeccionadas de piel de animales que fueron utilizadas por los primitivos habitantes de Egipto, que les permitían la libertad de movimiento para el ejercicio de la caza. Posteriormente, otros materiales, como el lino, serían los preferidos. 
También los miembros del ejército usaban una versión de la shenti, puesto que también necesitaban la libertad de movimiento que les proporcionaba esta prenda durante la batalla. 